# Xuân Ái
Xuân Ái là một xã thuộc huyện Văn Yên, tỉnh Yên Bái, Việt Nam.

## Địa lý
Xã Xuân Ái nằm ở phía đông huyện Văn Yên, có vị trí địa lý:
- Phía đông giáp huyện Trấn Yên
- Phía tây giáp xã Viễn Sơn và xã Yên Phú
- Phía nam giáp huyện Trấn Yên
- Phía bắc giáp xã Yên Hợp và xã Yên Thái.

Xã Xuân Ái có diện tích 36,50 km², dân số năm 2019 là 5.698 người, mật độ dân số đạt 156 người/km².

## Lịch sử
Địa bàn xã Xuân Ái hiện nay trước đây vốn là xã Hoàng Thắng và xã Xuân Ái thuộc huyện Văn Yên.
Trước khi sáp nhập, xã Hoàng Thắng có diện tích 19,81 km², dân số là 2.127 người, mật độ dân số đạt 107 người/km². Xã Xuân Ái có diện tích 16,69 km², dân số là 3.571 người, mật độ dân số đạt 214 người/km².
Ngày 10 tháng 1 năm 2020, Ủy ban Thường vụ Quốc hội ban hành Nghị quyết số 871/NQ-UBTVQH14 về việc sắp xếp các đơn vị hành chính cấp huyện, cấp xã thuộc tỉnh Yên Bái (nghị quyết có hiệu lực từ ngày 1 tháng 2 năm 2020). Theo đó, sáp nhập toàn bộ diện tích và dân số của xã Hoàng Thắng vào xã Xuân Ái.